# Primer ministro de San Martín (Países Bajos)
El primer ministro de San Martín (en neerlandés, Minister-president van Sint Maarten) es el jefe del ejecutivo del gobierno en la isla caribeña de San Martín.
El primer ministro es elegido por el Parlamento de San Martín, cada 4 años después de las elecciones generales, necesitándose una mayoría de 8 de los 15 miembros del parlamento de la isla, el gobernador de San Martín representa los intereses del rey Guillermo Alejandro de los Países Bajos. El actual primer ministro es Luc Mercelina quien asumió en 2024.

## Historia
San Martín dependía hasta octubre de 2010 junto con otras islas caribeñas (como Curazao o Bonaire) del Parlamento de las Antillas Neerlandesas y el primer ministro es elegido por este último, pero tras su disolución como resultado de una serie de referendos, San Martín obtuvo al igual que Curazao, el derecho a poseer desde el 10 de octubre de 2010, su propio Parlamento y primer ministro.-

### Primer gobierno
Tras las elecciones del 17 de septiembre de 2010, las primeras en la isla para elegir el gobierno y legislativo autónomo, ninguno de los partidos obtuvo la mayoría necesaria para formar gobierno por sí solo, por lo que se formó un gobierno de coalición entre el partido democrático (Democratic Party o DP) que obtuvo 2 escaños y el partido Pueblo Unido (United People's Party o UP) que obtuvo 6 escaños, con los que formaron un gobierno con mayoría simple (8 de 15 curules) en el parlamento, asumiendo la líder del UP Sarah Wescot-Williams como primera ministra el 10 de octubre de 2010.

## Primeros ministros
| A# | I# | Nombre                | Partido                                       | Inicio                  | Fin                     |
| -- | -- | --------------------- | --------------------------------------------- | ----------------------- | ----------------------- |
| 1  | 1  | Sarah Wescot-Williams | Partido Democrático                           | 10 de octubre de 2010   | 19 de diciembre de 2014 |
| 2  | 2  | Marcel Gumbs          | Partido Popular Unido                         | 19 de diciembre de 2014 | 19 de noviembre de 2015 |
| 3  | 3  | William Marlin        | Alianza Nacional                              | 19 de noviembre de 2015 | 24 de noviembre de 2017 |
| 4  | 4  | Rafael Boasman        | Partido Unido de San Martín                   | 24 de noviembre de 2017 | 15 de enero de 2018     |
| 5  | 5  | Leona Marlin-Romeo    | Demócratas Unidos                             | 15 de enero de 2018     | 10 de octubre de 2019   |
| 6  | 6  | Wycliffe Smith        | Partido Cristiano de San Martín               | 10 de octubre de 2019   | 19 de noviembre de 2019 |
| 7  | 7  | Silveria Jacobs       | Alianza Nacional                              | 19 de noviembre de 2019 | 3 de mayo de 2024       |
| 8  | 8  | Luc Mercelina         | Movimiento Unificado Resiliente de San Martín | 3 de mayo de 2024       | actual                  |